# Donje Punuševce
Donje Punoševce (cyr. Доње Пуношевце) – wieś w Serbii, w okręgu pczyńskim, w mieście Vranje. W 2011 roku liczyła 7 mieszkańców.